# Lucio Nonio Calpurnio Torquato Asprenate
Lucio Nonio Calpurnio Torquato Asprenate (latino: Lucius Nonius Calpurnius Torquatus Asprenas; fl. 70-94) fu un console dell'Impero romano.

## Biografia

### Origini familiari
Discendente di una famiglia, la gens Calpurnia, suo nonno era quel Lucio Nonio Asprenate, console nel 6, che fermò i Germani dopo la disfatta di Teutoburgo.

### Carriera politica
Torquato Asprenate fu console nel 94 sotto l'imperatore Domiziano. Fu proconsole della provincia d'Asia nel 70, sotto Vespasiano (capostipite della dinastia dei Flavi), augure e sodale augustale.